# Didier Ratsiraka
Didier Ratsiraka (Vatomandry, Tamatave, 4 de novembre del 1936 - 28 de març de 2021), fou un polític malgaix.
Conegut com a l'Almirall Roig, fou president de Madagascar entre 1975 i 1993, i altre cop entre 1997 i 2002. Estudià la carrera militar a França. Fou ministre d'afers estrangers en el govern de Gabriel Ramantsoa (1972-75), i l'any següent liderà un cop d'estat que implantà un règim socialista.
Funda el partit d'ideologia socialista AREMA (Andry sy Riana Enti-Manavotra an'i Madagasikara), Pilar i estructura per la salvació de Madagascar amb el qual es presentà a diverses eleccions.
La disputa sobre el resultat dels comicis amb el líder de l'oposició Marc Ravalomanona el 2001 provocà una revolta popular contra Ratsiraka, que el 2002 hagué d'exiliar-se.